# Sportovní střelba na Letních olympijských hrách 2000
Sportovní střelba na Letních olympijských hrách 2000 probíhala v Mezinárodním střeleckém středisku Sydney-Cecil Parkwere ve dnech 16. až 23. září 2000. Oproti předchozím hrám byly do programu zařazeny tři nové soutěže, a to trap, double trap a skeet v podání žen.

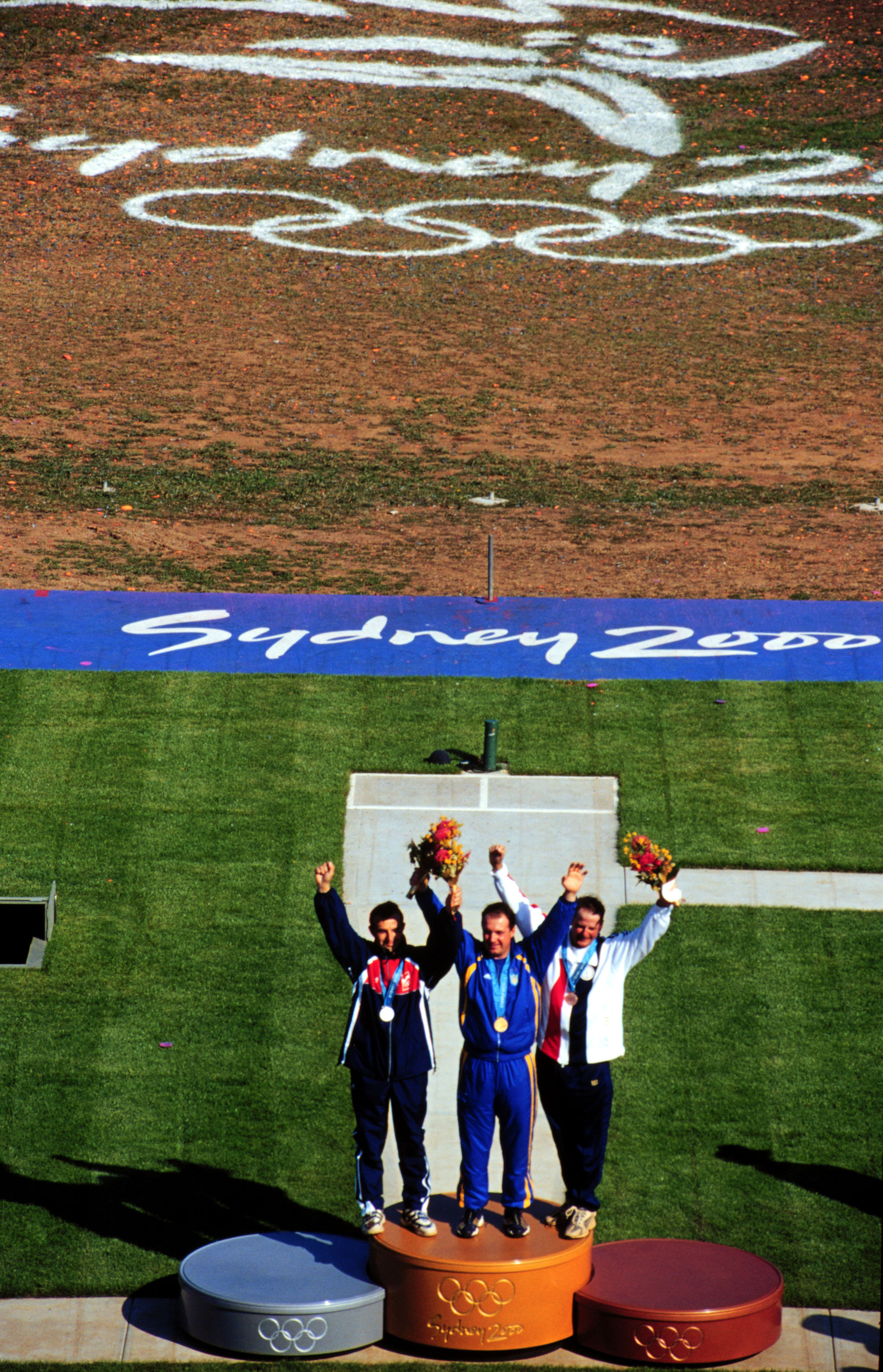
Muži skeet: Mikola Milčev (uprostřed), Petr Málek (vlevo) a James Graves (vpravo).
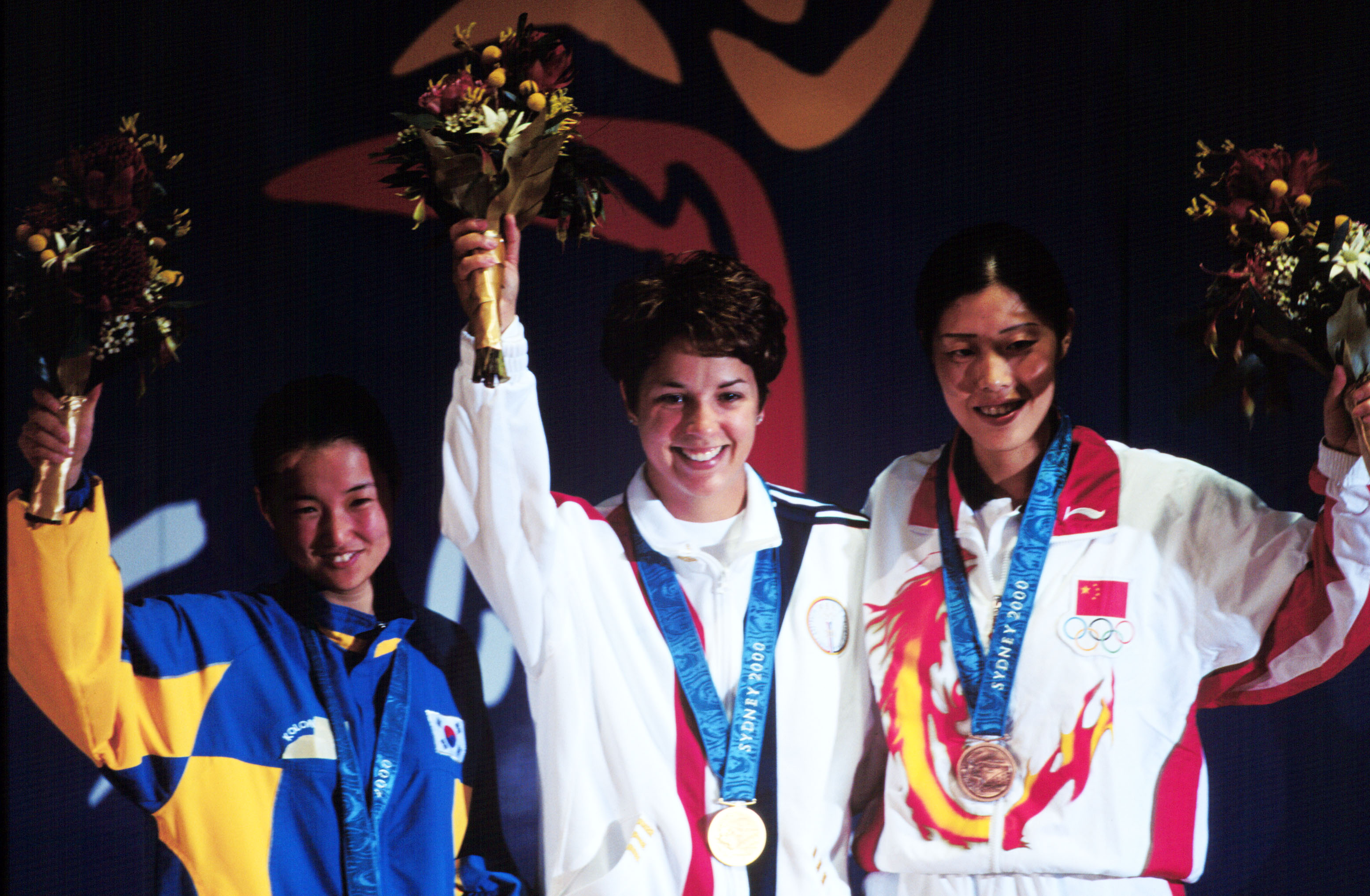
Ženy 10 metrů vzduchova puška: Nancy Johnsonová (uprostřed), Kang Cho-hyun (vlevo), a Kao Ťing (vpravo).

## Medailisté

### Muži
| Kategorie                   | Zlato                                 | Stříbro                           | Bronz                                       |
| --------------------------- | ------------------------------------- | --------------------------------- | ------------------------------------------- |
| 50 metrů malorážka polohový | Rajmond Debevec · Slovinsko (SLO)     | Juha Hirvi · Finsko (FIN)         | Harald Stenvaag · Norsko (NOR)              |
| 50 metrů malorážka          | Jonas Edman · Švédsko (SWE)           | Torben Grimmel · Dánsko (DEN)     | Sergej Martynov · Bělorusko (BLR)           |
| 10 metrů vzduchová puška    | Cchaj Ja-lin · Čína (CHN)             | Arťom Chadžibekov · Rusko (RUS)   | Jevgenij Alejnikov · Rusko (RUS)            |
| 50 metrů pistole            | Tanju Kirjakov · Bulharsko (BUL)      | Igor Basinskij · Bělorusko (BLR)  | Martin Tenk · Česko (CZE)                   |
| 25 m rychlopalná pistole    | Sergej Alifirenko · Rusko (RUS)       | Michel Ansermet · Švýcarsko (SUI) | Iulian Raicea · Rumunsko (ROU)              |
| 10 metrů vzduchová pistole  | Franck Dumoulin · Francie (FRA)       | Wang I-fu · Čína (CHN)            | Igor Basinskij · Bělorusko (BLR)            |
| Trap                        | Michael Diamond · Austrálie (AUS)     | Ian Peel · Velká Británie (GBR)   | Giovanni Pellielo · Itálie (ITA)            |
| Double trap                 | Richard Faulds · Velká Británie (GBR) | Russell Mark · Austrálie (AUS)    | Fehaíd Al Díhání · Kuvajt (KUW)             |
| Skeet                       | Mykola Milčev · Ukrajina (UKR)        | Petr Málek · Česko (CZE)          | James Graves · Spojené státy americké (USA) |
| 10 metrů běžící terč        | Jang Ling · Čína (CHN)                | Oleg Moldovan · Moldavsko (MDA)   | Niou Č'-jüan · Čína (CHN)                   |

### Ženy
| Kategorie                   | Zlato                                           | Stříbro                             | Bronz                                       |
| --------------------------- | ----------------------------------------------- | ----------------------------------- | ------------------------------------------- |
| 50 metrů malorážka polohový | Renata Mauerová · Polsko (POL)                  | Taťjana Goldobinová · Rusko (RUS)   | Marija Feklistovová · Rusko (RUS)           |
| 10 metrů vzduchová puška    | Nancy Johnsonová · Spojené státy americké (USA) | Kang Cho-hyun · Jižní Korea (KOR)   | Kao Ťing · Čína (CHN)                       |
| 25 metrů pistole            | Marija Grozdevová · Bulharsko (BUL)             | Tchao Lu-na · Čína (CHN)            | Lolita Jevglevská · Bělorusko (BLR)         |
| 10 metrů vzduchová pistole  | Tchao Lu-na · Čína (CHN)                        | Jasna Šekarićová · Jugoslávie (YUG) | Annemarie Forderová · Austrálie (AUS)       |
| Trap                        | Daina Gudzinevičiūtėová · Litva (LTU)           | Delphine Racinetová · Francie (FRA) | Kao E · Čína (CHN)                          |
| Double trap                 | Pia Hansenová · Švédsko (SWE)                   | Deborah Gelisiová · Itálie (ITA)    | Kim Rhodeová · Spojené státy americké (USA) |
| Skeet                       | Zemfira Meftahatdinova · Ázerbájdžán (AZE)      | Světlana Deminová · Rusko (RUS)     | Diána Igalyová · Maďarsko (HUN)             |

## Medailové pořadí
| Pořadí | Země                         | Zlato | Stříbro | Bronz | Celkem |
| 1      | Čína (CHN)                   | 3     | 2       | 3     | 8      |
| 2      | Bulharsko (BUL)              | 2     | 0       | 0     | 2      |
| 2      | Švédsko (SWE)                | 2     | 0       | 0     | 2      |
| 4      | Rusko (RUS)                  | 1     | 3       | 2     | 6      |
| 5      | Austrálie (AUS)              | 1     | 1       | 1     | 3      |
| 6      | Francie (FRA)                | 1     | 1       | 0     | 2      |
| 6      | Velká Británie (GBR)         | 1     | 1       | 0     | 2      |
| 8      | Spojené státy americké (USA) | 1     | 0       | 2     | 3      |
| 9      | Ázerbájdžán (AZE)            | 1     | 0       | 0     | 1      |
| 9      | Litva (LTU)                  | 1     | 0       | 0     | 1      |
| 9      | Polsko (POL)                 | 1     | 0       | 0     | 1      |
| 9      | Slovinsko (SLO)              | 1     | 0       | 0     | 1      |
| 9      | Ukrajina (UKR)               | 1     | 0       | 0     | 1      |
| 14     | Bělorusko (BLR)              | 0     | 1       | 3     | 4      |
| 15     | Česko (CZE)                  | 0     | 1       | 1     | 2      |
| 15     | Itálie (ITA)                 | 0     | 1       | 1     | 2      |
| 17     | Dánsko (DEN)                 | 0     | 1       | 0     | 1      |
| 17     | Finsko (FIN)                 | 0     | 1       | 0     | 1      |
| 17     | Jižní Korea (KOR)            | 0     | 1       | 0     | 1      |
| 17     | Moldavsko (MDA)              | 0     | 1       | 0     | 1      |
| 17     | Švýcarsko (SUI)              | 0     | 1       | 0     | 1      |
| 17     | Jugoslávie (YUG)             | 0     | 1       | 0     | 1      |
| 23     | Maďarsko (HUN)               | 0     | 0       | 1     | 1      |
| 23     | Norsko (NOR)                 | 0     | 0       | 1     | 1      |
| 23     | Kuvajt (KUW)                 | 0     | 0       | 1     | 1      |
| 23     | Rumunsko (ROU)               | 0     | 0       | 1     | 1      |
| Total  | Total                        | 17    | 17      | 17    | 51     |